# علم الأوبئة السريري

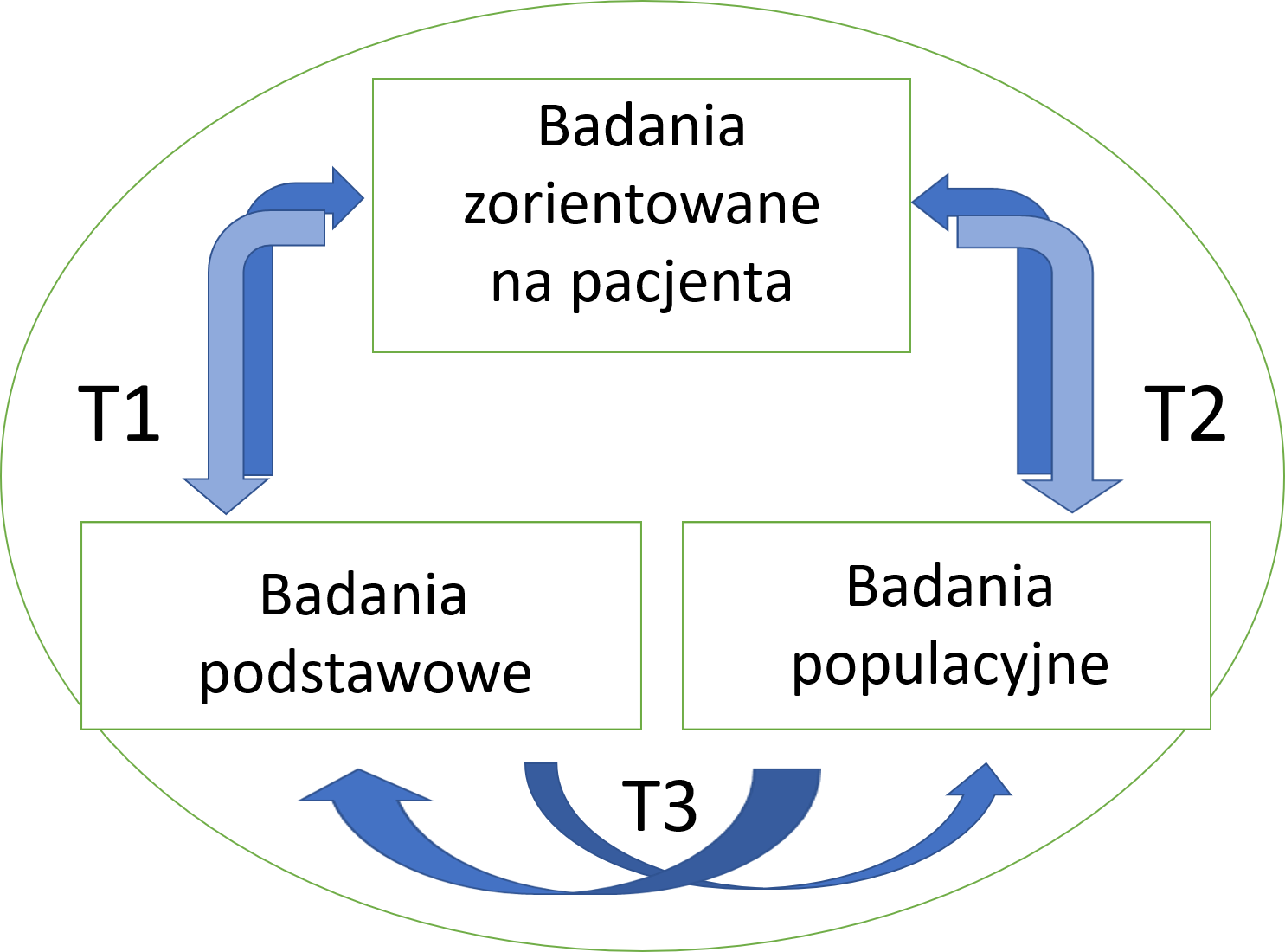

علم الأوبئة السريري هو مجال فرعي لعلم الأوبئة يركز بشكل خاص على القضايا المتعلقة بالطب السريري. تم تقديم المصطلح لأول مرة من قبل جون بول في خطابه الرئاسي للجمعية الأمريكية للتحقيق السريري في عام 1938. يشار إليه باسم "العلم الأساسي للطب السريري.

## تعريف
عندما صاغ مصطلح «علم الأوبئة السريري» في عام 1938، عرّفه جون بول بأنه «اقتران بين الكمية التي يستخدمها أخصائيو الأوبئة لدراسة المرض في المجتمع ومناقشة القرار في الحالة الفردية وهو الأجرة اليومية للطب السريري»
وفقًا لستيفنسون وبابكر يمكن تعريف علم الأوبئة السريري بأنه الاستصقاء والسيطرة على توزيع ومحددات المرض."
سلط العالم والتر سبيتزر الضوء على الطرق التي لم يتم بها تحديد مجال علم الأوبئة السريرية بشكل واضح. ومع ذلك، على الرغم من انتقاد المصطلح، إلا أنها طريقة مفيدة لتحديد مجال فرعي معين لعلم الأوبئة.
في المقابل، شعرجون لاست أن المصطلح متناقض، وأن شعبيته المتزايدة في العديد من الطب المختلفة كانت مشكلة خطيرة.